# Lehavim
Lehavim (en hebreo: לְהָבִים‎) es una localidad del Distrito Meridional de Israel, ubicada al norte del desierto del Néguev. Fundada en 1983, se encuentra a quince kilómetros al norte de Beersheba. En 2010, su población era de 5800 habitantes.

## Historia
Lehavim, llamada originalmente "Givat Lahav", cubre un área de 2525 dunams (2,525 km²). Es una de las tres localidades satélite de Beersheba, junto con Omer y Meitar. La mayoría de sus habitantes trabaja en Beersheba. Lehavim es una comunidad de clase media-alta de casas separadas, rodeada por palmeras y jardines; tiene una biblioteca, un club de campo, jardines de infantes, una escuela, dos sinagogas y un centro comercial. Obtuvo el estatus de municipio en el año 1988. Según la CBS, Lehavim es una de las municipalidades más ricas de Israel: ocupa el noveno puesto en una lista elaborada a partir del estatus socioeconómico de los habitantes del país.

## Transporte
Lehavim está ubicada cerca de la intersección de la Autopista 40 (Beersheba–Tel Aviv) y la Autopista 31 (Arad–Rahat), conocida como la Intersección Lehavim. La vía ferroviaria Lod–Beersheba atraviesa esta intersección. La Estación ferroviaria Lehavim, inaugurada en 2007 en la parte occidental del pueblo (próxima a la Autopista 6) impulsó en gran medida la economía de la región.